# Severo Ochoa de Albornoz
Severo Ochoa de Albornoz (Ḷḷuarca, Espanya, 24 de setembre de 1905 - Madrid, 1 de novembre de 1993) fou un metge i bioquímic de nacionalitat espanyola i a partir del 1956 també nord-americana, guardonat amb el Premi Nobel de Medicina o Fisiologia l'any 1959 pels seus estudis sobre la síntesi de l'àcid nucleic.

## Biografia
Va néixer el 24 de setembre de 1905 a la ciutat de Ḷḷuarca, població situada al Principat d'Astúries. A la mort del seu pare la família es traslladà a Màlaga, on va estudiar el batxillerat, i l'any 1922 va iniciar els seus estudis de medicina a la Facultat de Medicina de la Universitat de Madrid, on es va doctorar l'any 1929.
En el segon any de carrera va conèixer el professor de fisiologia Juan Negrín, posterior president del Govern d'Espanya durant la Segona República, amb el qual va treballar al laboratori de Fisiologia de la Residència d'Estudiants i es va centrar en el metabolisme energètic, amb especial atenció a les molècules fosforilades. Durant la seva època de resident al laboratori de la Residència d'Estudiants, Ochoa va posar a punt un mètode per a la determinació de la creatinina.

### Formació europea
Una vegada finalitzats els estudis va treballar en diversos laboratoris d'Europa, en ciutats com Berlín, Heidelberg, Londres, Oxford. En aquesta època va treballar sobre la química de la contracció muscular, així com l'enzim glioxalasa, la glucòlisi i la vitamina B1. Després de passar un estiu a Anglaterra al laboratori de Patton va publicar el seu primer treball en anglès l'any 1929, concretament a la prestigiosa revista Journal of Biological Chemistry.
L'any 1931 es va casar amb Carmen García Cobián, i el mateix any fou nomenat professor ajudant de Negrín, el seu principal suport davant la Junta d'Ampliació d'Estudis perquè completés la seva formació al Regne Unit i Alemanya.

### Exili i èxit

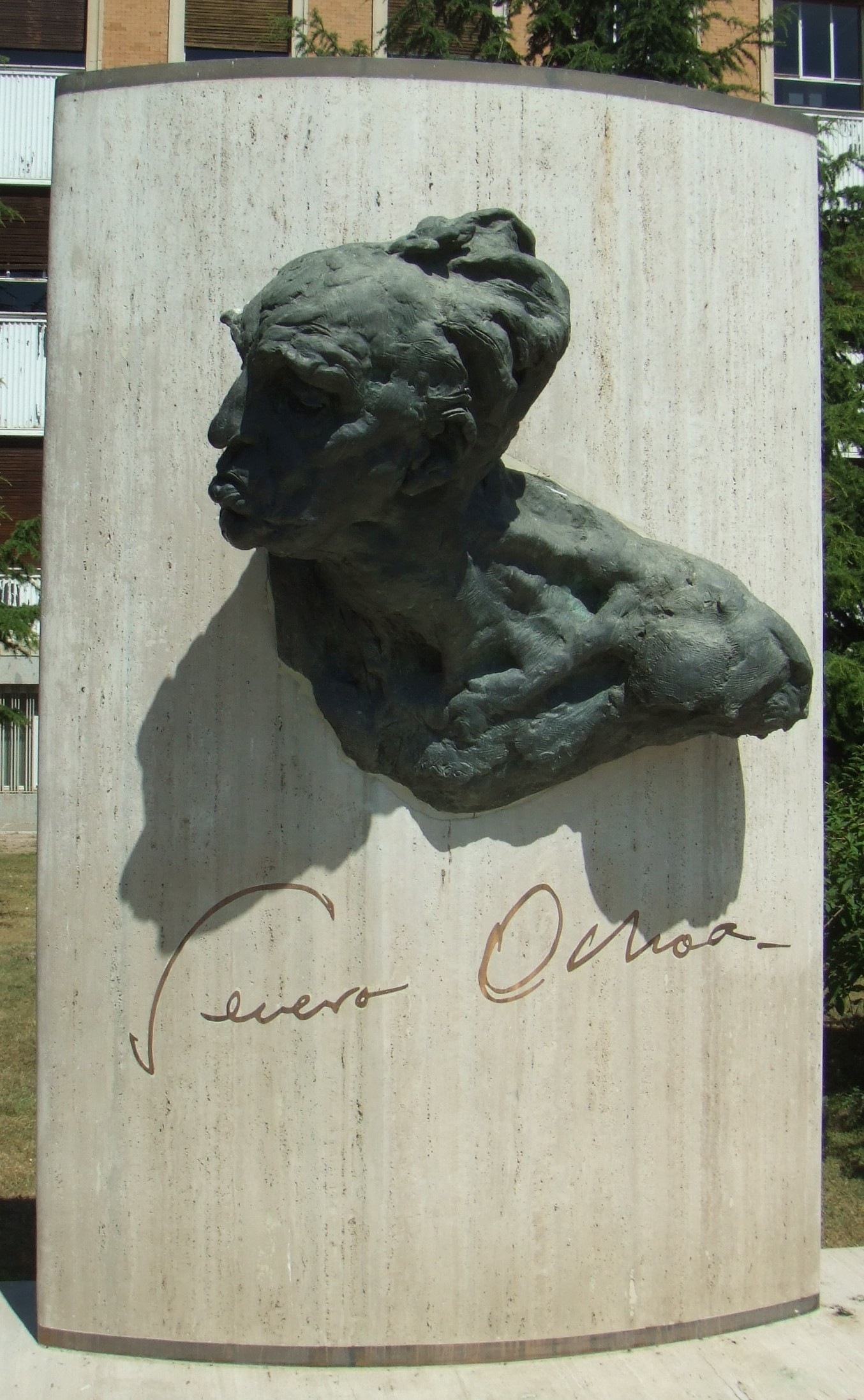
Monument a Severo Ochoa de Albornoz

Va retornar a Madrid per abandonar immeditament Espanya davant el clima d'enfrontament militar i social a l'inici de la Guerra Civil. Va passar per Alemanya, el Regne Unit, i el 1940 va establir-se als Estats Units. L'any 1941 aconseguí ser nomenat professor a la Universitat Washington de Saint Louis, i el 1945 a la Universitat de Nova York, desenvolupant investigacions sobre farmacologia i bioquímica i on tingué entre altres alumnes Santiago Grisolía. L'any 1956 aconseguí la nacionalitat nord-americana.
El 1954 prosseguint amb els seus treballs sobre la fosforilació oxidativa va descobrir l'enzim polinucleòtid fosforilasa, capaç de sintetitzar in vitro l'àcid ribonucleic (ARN) a partir de ribonucleosidodifosfats. L'any 1955 Ochoa va publicar al Journal of the American Chemical Society, juntament amb la bioquímica francorrusa Marianne Grunberg-Manago, l'aïllament d'un enzim del colibacil que catalitza la síntesi d'ARN, l'intermediari entre l'àcid desoxiribonucleic (ADN) i les proteïnes. Ambdós científics van anomenar aquest enzim "polinucleòtid-fosforilasa", però posteriorment fou denominat ARN-polimerasa. El descobriment d'aquest enzim va donar lloc a la preparació de polinucleòtids sintètics de diferent composició de bases amb els quals el grup de Severo Ochoa, paral·lelament al grup de Marshall Nirenberg, van arribar al desxiframent de la clau genètica.
El 1956 el nord-americà Arthur Kornberg, deixeble d'Ochoa, va demostrar que l'ADN se sintetitza igualment mitjançant la seva polimerasa. Ambdós científics van compartir l'any 1959 el Premi Nobel de Medicina o Fisiologia per les seves respectives troballes.
Severo Ochoa va ocupar un paper important en la creació de la Societat Espanyola de Bioquímica l'any 1963, avui dia anomenada Societat Espanyola de Bioquímica i Biologia Molecular i va participar posteriorment assídua i activament en els Congressos de la Societat. A partir de 1964 Ochoa es va endinsar, d'una banda, en els mecanismes de replicació dels virus que tenen ARN com a material genètic, descrivint les etapes fonamentals del procés, i, per una altra banda, en els mecanismes de síntesis de les proteïnes, amb especial atenció al procés d'iniciació, tant en organismes procariòtics com eucariòtics, sent un pioner en el descobriment dels factors d'iniciació de la traducció.
L'any 1971 el govern d'Espanya va voler recuperar el seu magisteri, per la qual cosa li fou creat per a ell el Centre de Biologia Molecular de Madrid. El 1974 es va traslladar com a Investigador Distingit a l'Institut Roche de Biologia Molecular de Nova Jersey i es va jubilar a la Universitat de Nova York l'any 1975.

### Retorn a Espanya
Des de 1977 compartí les seves activitats a l'Institut Roche de Biologia Molecular amb les seves freqüents estades al Centre de Biologia Molecular Severo Ochoa de Madrid, Centre mixt del Consell Superior d'Investigacions Científiques i de la Universitat Autònoma de Madrid, la creació de la qual havia promogut.
El 1985 va tornar definitivament a Espanya. L'any 1987 va ingressar en la Reial Acadèmia de Medicina d'Espanya, i va ser nomenat president de la Fundació Jiménez Díaz. Va morir l'1 de novembre de 1993 a la ciutat de Madrid.

## Recerca científica
Desenvolupà una recerca científica polifacètica: feu nombroses i importants contribucions en diferents camps de la bioquímica i la biologia molecular.
L'aportació científica de Severo Ochoa se centra essencialment en tres aspectes:
- Tasques d'enzimologia metabòlica que el dugueren al descobriment de dos enzims, la citrat sintetasa i la piruvat deshidrogenasa, que van permetre de completar el coneixement efectiu del cicle de Krebs, un procés biològic fonamental en el metabolisme dels éssers vius.
- Una sèrie de feines que conduïxen finalment a la biosíntesi de l'àcid ribonucleic (ARN), després del descobriment de l'enzim polinucleòtid fosforilasa. Aquesta descoberta li va valer, al costat del seu deixeble Arthur Kornberg, el Premi Nobel de Medicina de 1959.
- Desenvolupament de les idees i les troballes anteriors, relacionades amb el desxiframent del codi genètic, la biosíntesi intracel·lular de les proteïnes i els aspectes fonamentals de la biologia dels virus.

Així mateix també va estudiar la fotosíntesi i el metabolisme dels àcids grassos.

## Reconeixements
En honor seu s'anomenà l'asteroide (117435) Severochoa descobert el 14 de gener de 2005 a l'Observatori de La Cañada d'Àvila.